# Городецкая, Инна Александровна
Инна Александровна Городецкая (4 (17) декабря 1914, Каменец-Подольский — ок. 1972, Харьков) — украинская советская художница.

## Биографические сведения
Родилась 4 (17) декабря 1914 года в Каменце-Подольском. Учиться живописи начала ещё в школьные годы под руководством Митрофана Семёновича Фёдорова.
Окончила Харьковское государственное художественное училище (1933—1938) и Харьковский художественный институт (1938—1947 с перерывом во время Великой Отечественной войны), где училась под руководством Юрия Харлампиевича Садиленко, который по оценке научного сотрудника Харьковского художественного музея Е. С. Фаддеевой оказал на Городецкую особенно большое влияние. В число её преподавателей входили также Семен Маркович Прохоров, Алексей Афанасьевич Кокелен, Василий Ильич Касиян.
Работала в жанре станкового искусства и графики.
Член Харьковской организации Союза художников Украины (с 1958 года). Участница республиканских выставок (с 1949 года).
Умерла в Харькове, по разным источникам 28 февраля, 20 ноября или 28 ноября 1972 года; либо в 1973 году.
Персональная выставка состоялась в Харькове посмертно (1976).

## Основные произведения
По данным «Энциклопедии современной Украины»:
- Живопись: «А. М. Горький и А. С. Макаренко в трудовой детской колонии в Куряже» (1952), «На птицеферме» (1957), «После грозы» (1960), «Весёлый ветер» (1960), «Думы» (1961), «Весна. Берёзки» (1963), «Осенний пейзаж» (1965), «Зимний пейзаж» (1966), «Яблони» (1967), «Ручеёк» (1968), «Весенний кросс» (1970).
- Портреты: «Гуцулка» (1954), «Звеньевая Степаненко» (1961).
- Эстампы: «Берёзки» (1956), «Во дворе» (1957), «Подсолнухи» (1957), «На стадионе» (1957).

## Оценка творчества
По оценке Е. С. Фаддеевой, определяющими чертами творчества Городецкой являются оптимизм, жизнелюбие и поэтическое отношение к действительности. Значительное место в её творческом наследии занимает пейзаж, также художница уделяла внимание спортивной тематике и натюрмортам.

Яркое, свежее, эмоциональное искусство И. А. Городецкой звучит молодо и жизнеутверждающе. Её полотна радуют живым ощущением сегодняшнего дня. Они полны солнца, света, радостного цветения природы.— Е. С. Фаддеева, научный сотрудник Харьковского художественного музея.